# Forum jeunesse du Bloc québécois
Le Forum jeunesse du Bloc québécois (FJBQ) est l'aile jeunesse du Bloc québécois. Il a comme responsabilité de diffuser les valeurs et les idées du Bloc québécois auprès des jeunes de 14 à 30 ans.  Il vise à favoriser l'engagement maximal des jeunes au sein des instances du Bloc québécois et à permettre aux militants jeunes de débattre des enjeux qui animent la société québécoise.  Le Forum jeunesse informe et conseille le Bloc québécois sur toutes les questions relatives aux jeunes.

## Conseil exécutif national 2025
- Présidente : Rose Lessard
- Vice-président à l'organisation : Rémi Lebeuf
- Responsable du contenu et représentant au sein de la Commission politique : Victor Dubuc
- Secrétaire général : Alicia Parenteau
- Responsable des communications : Katrina Archambault
- Représentante au sein de la Commission de la citoyenneté : Tommy Fournier
- Responsable des cellules étudiantes et des groupes jeunes : Soledad Orihuela-Bouchard

## Présidents régionaux
- Capitale-Nationale : Rosalie Bérubé
- Chaudière-Appalaches : Vacant
- Abitibi-Témiscamingue-Nord-du-Québec : Benjamin Brassard (intérim)
- Est-du-Québec : Nathan Collin
- Estrie : Cédric Lavallée
- Centre-du-Québec : Antoine Giguère
- Laval : Émile L'Heureux
- Laurentides : Léa Charbonneau
- Lanaudière : Justin Paradis
- Mauricie : Alexis Letarte
- Montérégie-Est : Anaïs Lessard (intérim)
- Montérégie-Ouest : Ismaël Lamoureux
- Montréal-Est : Olivier Lemieux
- Montréal-Ouest : Antoine Jalbert
- Saguenay-Lac-St-Jean : Maxyme Lemieux
- Outaouais : Vacant

## Anciens présidents
| Année(s)  | Président(e)                 |
| --------- | ---------------------------- |
| 1991-1994 | Lyne Jacques                 |
| 1994-1995 | Pierre-Luc Desgagné          |
| 1995-1996 | Josée Garneau                |
| 1996-1998 | Martin Tremblay              |
| 1998-1999 | Mathieu Alarie               |
| 1999      | Apraham Niziblian            |
| 2000      | Nicolas Brisson              |
| 2000-2001 | Guillaume Ducharme           |
| 2001      | Mathieu Marchand             |
| 2001      | François Limoges             |
| 2001-2003 | Siegfried Mathelet           |
| 2003      | Ophélie Sylvestre            |
| 2003-2004 | Sonia Goulet                 |
| 2004-2005 | Philippe Dubeau              |
| 2005-2006 | Chantale Bouchard            |
| 2006      | Jérémie McClure              |
| 2006-2007 | Dominic Vallières            |
| 2007      | Alexandre Lambert            |
| 2008      | Isabelle Bourassa            |
| 2008-2010 | Jean-François Landry         |
| 2010      | Marie-Andrée Plante          |
| 2010-2012 | Simon-Pierre Savard-Tremblay |
| 2012-2015 | Xavier Barsalou-Duval        |
| 2015      | Louis-Philippe Sauvé         |
| 2015-2016 | Jonathan Larochelle          |
| 2016-2017 | Sacha Thibault               |
| 2018-2019 | Camille Goyette-Gingras      |
| 2019      | Philippe Lavoie              |
| 2020-2022 | Jean-Philippe Molnar         |